# Yinka Ajayi
Yinka Ajayi (* 11. August 1997 in Offa) ist eine nigerianische Sprinterin, die sich auf den 400-Meter-Lauf spezialisiert.

## Sportliche Laufbahn
Erste internationale Erfahrungen sammelte Yinka Ajayi bei den Juniorenweltmeisterschaften 2014 in Eugene, bei denen sie mit der nigerianischen 4-mal-400-Meter-Staffel in 3:35,14 min den fünften Platz belegte. Im Jahr darauf siegte sie ebenfalls mit der Staffel in 3:38,94 min bei den Juniorenafrikameisterschaften in Addis Abeba. 2016 gelangte sie bei den Afrikameisterschaften in Durban im Einzelbewerb bis in das Halbfinale, in dem sie mit 53,54 s ausschied. Zudem gewann sie mit der nigerianischen Stafette in 3:29,94 min die Silbermedaille hinter der Mannschaft aus Südafrika. Bei den Islamic Solidarity Games 2017 in Baku gewann sie in 52,57 s die Bronzemedaille über 400 Meter sowie in beiden Sprintstaffeln die Silbermedaille. Zudem qualifizierte sie sich für die Weltmeisterschaften in London, bei denen sie mit 52,10 s im Halbfinale ausschied. Mit der Staffel gelangte sie mit 3:26,72 min im Finale auf den fünften Rang. 2018 nahm sie erstmals an den Commonwealth Games im australischen Gold Coast teil und wurde dort in 52,26 s Achte über 400 Meter und gewann mit der Staffel in 3:25,29 min die Silbermedaille hinter den Jamaikanerinnen. Im August gewann sie bei den Afrikameisterschaften in Asaba in 51,34 s die Bronzemedaille und siegte mit der nigerianischen Stafette in 3:31,17 min.

## Bestleistungen
- 400 Meter: 51,22 s, 17. März 2018 in Abuja